# Gabriele Mazza
Gabriele Mazza (ur. 21 grudnia 1972) – sanmaryński lekkoatleta, który specjalizował się w rzucie oszczepem.
W 2001 roku w San Marino zdobył złoty medal igrzysk małych państw Europy. Uzyskał wówczas rezultat 69,90. Rekord życiowy: 73,31 (26 czerwca 2004, Rzym). Wynik ten jest aktualnym rekordem San Marino.